# Diana Spencer (duchessa di Bedford)
Diana Russel, duchessa di Bedford, nata Lady Diana Spencer (Londra, 31 luglio 1710 – Londra, 27 settembre 1735), è stata una nobile britannica.

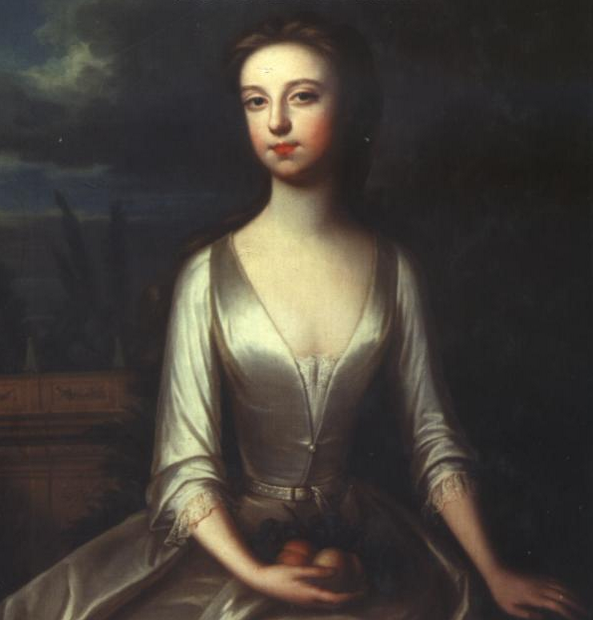
Lady Diana Spencer ritratta da Charles Jervas

Fu un membro della famiglia Spencer, ricordata principalmente a causa di un tentativo fallito di organizzare il suo matrimonio con Federico, principe del Galles.
Orfana dall'età di 6 anni, Lady Diana, conosciuta dalla sua famiglia come "cara piccola Di", si unì alla famiglia della sua ricca e ambiziosa nonna materna, Sarah Churchill, duchessa di Marlborough. Fu la nipote preferita di sua nonna e la confidente a lei più vicina. L'influente duchessa di Marlborough cercò di organizzare un matrimonio segreto tra Lady Diana e il Principe di Galles, il figlio maggiore di re Giorgio II ed erede apparente al trono. Quando il piano fu frustrato dal primo ministro Robert Walpole, Lady Diana si sposò con Lord John Russell, in seguito quarto duca di Bedford. L'unico figlio della coppia fu un figlio di nome John, la cui nascita prematura fu indotta da un incidente in carrozza e che visse per un giorno appena. A seguito di un ulteriore aborto spontaneo, la duchessa di Bedford morì di tubercolosi all'età di 25 anni.
La discendente di suo fratello, Lady Diana Spencer, che sposò Carlo, principe del Galles nel 1981, prese il nome da lei.

## Biografia

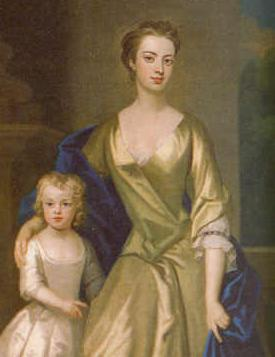
Lady Sunderland con la figlia Lady Diana, di Sir Godfrey Kneller

Lady Diana Spencer nacque nella famiglia Spencer a Londra il 31 luglio 1710. Era la seconda figlia e la più giovane di cinque figli dello statista inglese Charles Spencer, III conte di Sunderland, e la sua seconda moglie, Anne Spencer, contessa di Sunderland (nata Lady Anne Churchill). La contessa di Sunderland era la figlia secondogenita ma preferita e politicamente più attiva del generale e statista inglese John Churchill, I duca di Marlborough. La madre di Lady Sunderland, Sarah Churchill, duchessa di Marlborough, fu una delle donne più influenti dell'epoca a causa della sua stretta amicizia con la regina Anna, morta nel 1714.

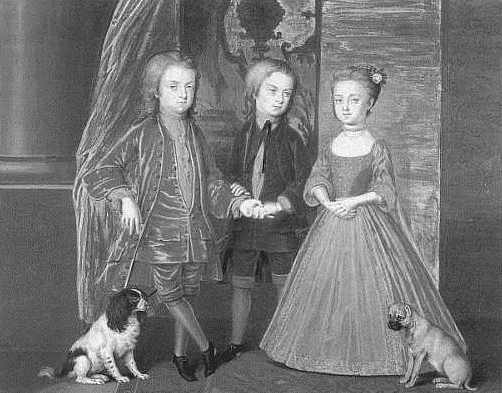
Ritratto di Diana con i fratelli Charles e John nell'infanzia

In seguito alla morte di sua madre il 29 aprile 1716, il padre di Lady Diana sposò la sua terza moglie, Judith Tichborne, il 17 dicembre 1716. Il matrimonio produsse tre bambini che morirono durante l'infanzia e si concluse con la morte di Lord Sunderland il 19 aprile 1722. Il duca di Marlborough morì il 16 giugno dello stesso anno. La sua vedova, ora duchessa vedova di Marlborough, si interessò da vicino all'educazione di Lady Diana e dei suoi fratelli dalla morte di Lady Sunderland. La morte del padre dei bambini li lasciò interamente alle cure della duchessa vedova.
Soprannominata in famiglia "cara piccola Di", Lady Diana crebbe diventando una giovane donna alta, bionda e attraente, e fu considerata simpatica e carismatica dai suoi contemporanei. Agì in veste di segretaria per sua nonna, per la quale nella vecchiaia divenne difficile scrivere le sue numerose lettere a causa dell'aggravarsi della gotta. Nel 1723, l'anziana duchessa descrisse la nipote come "più sensata di chiunque conosca il mio sesso" . Cresciuta avendo come vicino di casa compositore Georg Friedrich Händel, Lady Diana si interessò per tutta la vita all'opera.

### Progetti matrimoniali
Nella sua tarda adolescenza, Lady Diana si trovò in cima alla lista delle spose dell'alta società ammissibili a causa sia del suo aspetto che della sua vicinanza alla immensamente ricca Duchessa Duchessa di Marlborough. Il duca di Somerset tentò di ottenere la mano per suo nipote, Master Wyndham. Il visconte Weymouth e il conte di Shaftesbury furono a loro volta pretendenti di Lady Diana.
Già apprezzato dalla nonna prepotente della futura sposa, il conte di Chesterfield, uomo di mezza età, propose il matrimonio con Diana scrivendo dall'Aja alla Duchessa vedova il 14 agosto 1731: "La persona, il merito e la famiglia di Lady Diana Spencer sono oggetti così preziosi che devono aver necessariamente ... causato molte di queste applicazioni di questa natura a Vostra Grazia.". La Duchessa vedova, tuttavia, rifiutò anche lui. Aspettare un ricco pretendente con un titolo e opportune inclinazioni politiche quasi si rivelò un grande errore quando Lady Diana sviluppò una linfoadenite cervicale tubercolare, richiedendo alla Duchessa di pagare un chirurgo di spicco per nascondere le tracce della malattia deturpante.
Lady Diana trascorse i suoi primi anni a stretto contatto con i figli di re Giorgio II, nonostante la relazione inizialmente distaccata tra sua nonna e la sua famiglia. Entro il 1730, la connessione tra la Duchessa di Marlborough e la famiglia del Re divenne più forte che mai. Voci iniziarono a circolare voci secondo cui la duchessa vedova stava complottando per organizzare un matrimonio tra la nipote preferita e il figlio maggiore del re e l'erede apparente, Federico, principe del Galles. La cerimonia avrebbe dovuto svolgersi in segreto nella loggia del Windsor Great Park, e la data fu anche concordata. La duchessa vedova offrì al principe di Galles fortemente indebitato 100.000 sterline in cambio dell'accettazione del matrimonio. Il primo ministro Robert Walpole, tuttavia, preferì un matrimonio con una principessa europea. Una volta appreso del complotto attraverso il suo "sistema di spionaggio infallibile" e impedì l'unione, il che ha portò a un ulteriore deterioramento del suo rapporto con la duchessa vedova, già suo grande rivale. La storia fu raccontata solo decenni dopo, dal figlio di Walpole, Horace.

### Matrimonio

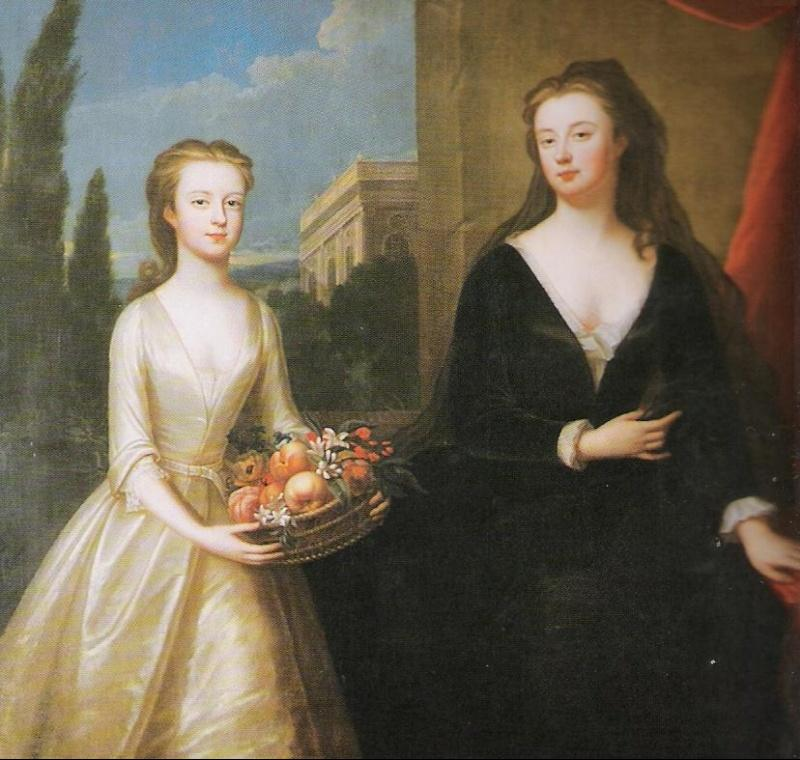
La duchessa di Marlborough con la nipote lady Diana Spencer, di Maria Verelst

Dopo che il previsto matrimonio reale non approdò a nulla, la Duchessa vedova si orientò infine sul ventunenne Lord John Russell, fratello minore ed erede presunto del Duca di Bedford. Il matrimonio tra Lady Diana e Lord John fu celebrato l'11 ottobre 1731. Portò una dote di 30.000 sterline, con altre 100.000 sterline promesse in eredità alla morte di sua nonna. La duchessa vedova probabilmente sperava e credeva che suo nipote alla fine sarebbe diventato duca di Bedford, il che avvenne. La morte di suo cognato in Spagna il 23 ottobre 1732 rese Lady Diana duchessa di Bedford e castellana di Woburn Abbey.
La notizia della morte di suo cognato non era ancora arrivata in Inghilterra quando, all'inizio di novembre, la duchessa incinta fu sbalzata dalla sua carrozza. Il trauma indusse la nascita prematura di un figlio di nome John, forse a Cheam. Il suo battesimo fu registrato il 6 novembre, ma morì nel giro di un giorno e fu sepolto a Chenies l'11 novembre. Lord Hervey riferì che era ritenuto così importante impedire alla Duchessa di conoscere la morte di suo figlio "che dopo una grande consultazione ... fu stabilito che un Bambino doveva essere portato a rimpiazzare il defunto, finché non fu abbastanza forte da sentire la verità e viene detto che era solo un pretendente".
Il duca divenne presto ossessionato dall'avere un erede e fu profondamente turbato quando, pochi mesi dopo la nascita del loro bambino, la successiva gravidanza della Duchessa finì in un aborto. La duchessa fu anche rimproverata per non essersi presa cura adeguatamente di se stessa durante la gravidanza.
Sebbene non vivessero più insieme, la nonna e la nipote si vedevano ancora di frequente e si scambiavano da due a tre lettere settimanali quando erano separate. La duchessa di Bedford rimase il confidente più stretto della duchessa di Marlborough e fu tenuta informata su tutti gli affari di famiglia, comprese le questioni finanziarie.

### Morte

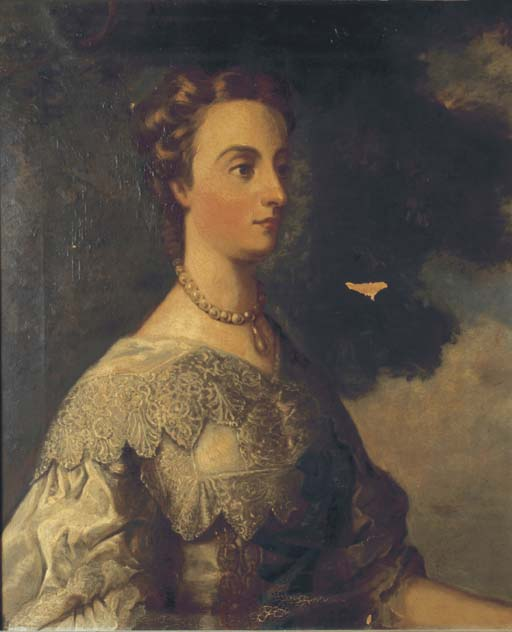
Ritratto della duchessa di Thomas Hudson, conservato a Woburn Abbey

Nella primavera del 1735, la Duchessa di Bedford iniziò a manifestare sintomi di quella che credeva fosse la sua terza gravidanza. Non è chiaro se la sua malattia mattutina sia stata il risultato di una gravidanza, ma presto divenne evidente che la Duchessa aveva contratto la tubercolosi. La malattia progredì rapidamente e la Duchessa cominciò a perdere drasticamente peso anziché ingrassare. La duchessa vedova insistette che sua nipote fosse trasferita a Southampton House in Bloomsbury Square. Morì lì il 27 settembre 1735, all'età di 25 anni, senza testamento e senza lasciare eredi.
La nonna colpita dal dolore rilesse e bruciò tutte le lettere della nipote, e accusò il suo vedovo di essere responsabile della sua morte. Nonostante il suo "disprezzo per la pietà ostentata" e "i suoi dubbi religiosi", secondo quanto riferito, la Duchessa di Marlborough si prostrò sul pavimento della Marlborough House in preghiera dopo la morte della nipote preferita. Nel tempo si era allontanata da tutte le sue figlie sopravvissute e la duchessa di Bedford era la sua unica nipote che non l'aveva mai delusa. Lord Hervey, tuttavia, accusò la duchessa vedova di preoccuparsi di più della restituzione dei gioielli di sua nipote, che chiese al duca anche prima che fosse sepolta la duchessa . La bara rivestita di piombo della duchessa di Bedford fu posta su un affusto di cannone e portata per le strade . Fu sepolta il 9 ottobre 1735 a Chenies, Buckinghamshire. La sua morte rimosse il legame di sua nonna con il Duca di Bedford, portando a una considerevole diminuzione dell'influenza di quest'ultimo.

## Eredità

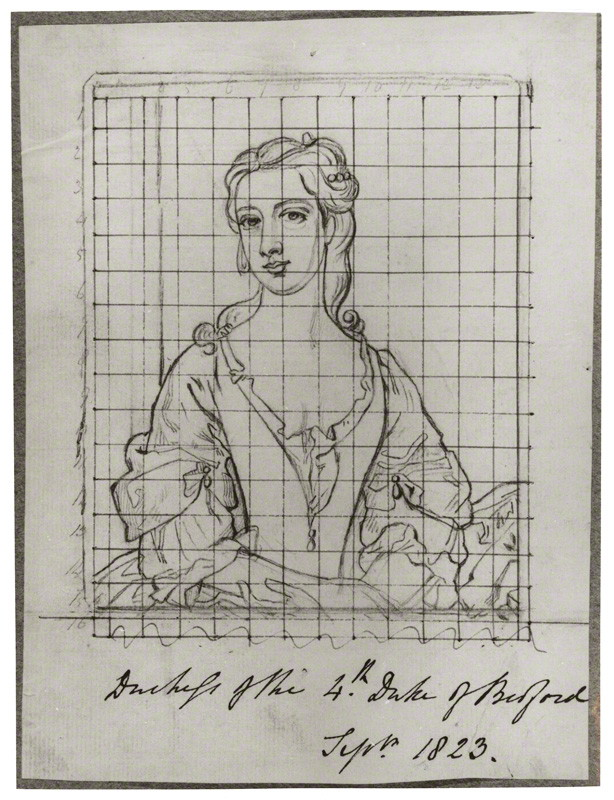
Schizzo a matita di Henry Bone, settembre 1823

Wimbledon House, che la Duchessa aveva ereditato secondo il piano di sua nonna, passò invece a suo fratello John, il nipote preferito. Nel 1961, il discendente di suo fratello John, visconte Althorp, divenne padre di una figlia il cui nome non fu scelto fino a una settimana dopo la nascita. La bambina fu battezzata Diana, in onore della duchessa di Bedford. A differenza della sua antenata, lady Diana Spencer del XX secolo sposò il suo Principe di Galles, Carlo, nel 1981. Morì nel 1997, a 36 anni, un anno dopo il divorzio. Victoria Massey, biografa della prima Lady Diana Spencer, notò le somiglianze tra le vite delle due omonime: da bambine, vissero entrambe ad Althorp e socializzarono con la famiglia reale; entrambe crebbero senza madre dall'età di sei anni; entrambe furono proposte come sposa per un Principe di Galles; entrambe ebbero un incidente durante la loro prima gravidanza; ed entrambe morirono inaspettatamente in giovane età.

## Ascendenza
|                                          |                   |                                   | Genitori                             |  |  | Nonni |  |  | Bisnonni                             |  |  | Trisnonni                                          |  |
|                                          |                   |                                   |                                      |  |  |       |  |  | Henry Spencer, I conte di Sunderland |  |  | William Spencer, II barone Spencer di Wormleighton |  |
|                                          |                   |                                   |                                      |  |  |       |  |  | Henry Spencer, I conte di Sunderland |  |  | William Spencer, II barone Spencer di Wormleighton |  |
|                                          |                   | Penelope Wriothesley              |                                      |  |  |       |  |  | Henry Spencer, I conte di Sunderland |  |  |                                                    |  |
| Robert Spencer, II conte di Sunderland   |                   |                                   |                                      |  |  |       |  |  | Henry Spencer, I conte di Sunderland |  |  |                                                    |  |
|                                          |                   | Dorothy Sidney                    | Robert Sidney, II conte di Leicester |  |  |       |  |  |                                      |  |  |                                                    |  |
|                                          |                   | Dorothy Sidney                    | Robert Sidney, II conte di Leicester |  |  |       |  |  |                                      |  |  |                                                    |  |
|                                          |                   | Dorothy Sidney                    | Dorothy Percy                        |  |  |       |  |  |                                      |  |  |                                                    |  |
| Charles Spencer, III conte di Sunderland |                   | Dorothy Sidney                    |                                      |  |  |       |  |  |                                      |  |  |                                                    |  |
|                                          |                   | George Digby, II conte di Bristol | John Digby, I conte di Bristol       |  |  |       |  |  |                                      |  |  |                                                    |  |
|                                          |                   | George Digby, II conte di Bristol | John Digby, I conte di Bristol       |  |  |       |  |  |                                      |  |  |                                                    |  |
|                                          |                   | George Digby, II conte di Bristol | Beatrice Walcott                     |  |  |       |  |  |                                      |  |  |                                                    |  |
| Anne Digby                               |                   | George Digby, II conte di Bristol |                                      |  |  |       |  |  |                                      |  |  |                                                    |  |
|                                          |                   | Anne Russell                      | Francis Russell, IV conte di Bedford |  |  |       |  |  |                                      |  |  |                                                    |  |
|                                          |                   | Anne Russell                      | Francis Russell, IV conte di Bedford |  |  |       |  |  |                                      |  |  |                                                    |  |
|                                          |                   | Anne Russell                      | Catherine Brydges                    |  |  |       |  |  |                                      |  |  |                                                    |  |
| Diana Spencer                            |                   | Anne Russell                      |                                      |  |  |       |  |  |                                      |  |  |                                                    |  |
|                                          | Winston Churchill | John Churchill                    |                                      |  |  |       |  |  |                                      |  |  |                                                    |  |
|                                          | Winston Churchill | John Churchill                    |                                      |  |  |       |  |  |                                      |  |  |                                                    |  |
|                                          | Winston Churchill | Sarah Winston                     |                                      |  |  |       |  |  |                                      |  |  |                                                    |  |
| John Churchill, I duca di Marlborough    | Winston Churchill |                                   |                                      |  |  |       |  |  |                                      |  |  |                                                    |  |
|                                          |                   | Elizabeth Drake                   | John Drake, I baronetto              |  |  |       |  |  |                                      |  |  |                                                    |  |
|                                          |                   | Elizabeth Drake                   | John Drake, I baronetto              |  |  |       |  |  |                                      |  |  |                                                    |  |
|                                          |                   | Elizabeth Drake                   | Eleanor Boteler                      |  |  |       |  |  |                                      |  |  |                                                    |  |
| Anne Churchill                           |                   | Elizabeth Drake                   |                                      |  |  |       |  |  |                                      |  |  |                                                    |  |
|                                          |                   | Richard Jennings                  | John Jennings                        |  |  |       |  |  |                                      |  |  |                                                    |  |
|                                          |                   | Richard Jennings                  | John Jennings                        |  |  |       |  |  |                                      |  |  |                                                    |  |
|                                          |                   | Richard Jennings                  | Alice Spencer                        |  |  |       |  |  |                                      |  |  |                                                    |  |
| Sarah Jennings                           |                   | Richard Jennings                  |                                      |  |  |       |  |  |                                      |  |  |                                                    |  |
|                                          |                   | Frances Thornhurst                | Gifford Thornhurst                   |  |  |       |  |  |                                      |  |  |                                                    |  |
|                                          |                   | Frances Thornhurst                | Gifford Thornhurst                   |  |  |       |  |  |                                      |  |  |                                                    |  |
|                                          |                   | Frances Thornhurst                | Susanna Temple                       |  |  |       |  |  |                                      |  |  |                                                    |  |
|                                          |                   | Frances Thornhurst                |                                      |  |  |       |  |  |                                      |  |  |                                                    |  |